# Údolí panenek
Údolí panenek (v anglickém originále Valley of the Dolls) je americké filmové drama z roku 1967 režírované Markem Robsonem, které bylo natočeno rok po vydání eponymního světového bestselleru Valley of the Dolls od Jacqueline Susannové.
Děj sleduje osudy tří žen, jejichž příběhy se protnou při snaze prosadit se v hollywoodském zábavním průmyslu. Snímek zasazený do 60. let dvacátého století zachycuje jejich naděje, náklonnost k nesprávným mužům a pády včetně deziluze z „továrny na sny“ končící závislostí na barbiturátech. Hlavní role ztvárnily Barbara Parkinsová, Sharon Tate a Patty Dukeová. 20th Century Fox nabídlo postavu Jennifer Raquel Welchové, která však odmítla hrát roli sexbomby. Ochotná byla ztvárnit Neely, s čímž naopak nesouhlasilo studio.
Přes negativní recenze dosáhl film vysokých tržeb, na území Spojených států 44 milionů dolarů, a stal se nejvýdělečnějším snímkem 20th Century Fox v roce 1967.

## Obsazení
| Barbara Parkinsová   | Anne Wellesová                           |
| Patty Dukeová        | Neely O'Harová                           |
| Paul Burke           | Lyon Burke                               |
| Sharon Tate          | Jennifer Northová                        |
| Tony Scotti          | Tony Polar                               |
| Lee Grant            | Miriam Polarová                          |
| Susan Haywardová     | Helen Lawsonová                          |
| Martin Milner        | Mel Anderson                             |
| Charles Drake        | Kevin Gillmore                           |
| Alexander Davion     | Ted Casablanca                           |
| Naomi Stevensová     | slečna Steinbergová                      |
| Robert H. Harris     | Henry Bellamy                            |
| Jacqueline Susannová | reportérka u sebevraždy Jennifer (cameo) |

## Rozdíly vůči knižní předloze
Závěr filmového děje se dramaticky odklonil od románové předlohy. Anne se ve filmu za Lyona nikdy neprovdala a pár neměl potomka. Raději jej opustila a vrátila se do Lawrencevillu, města vykresleného jako jediné místo kde nalezla skutečné štěstí. Lyon se snažil zachránit vztah žádostí o ruku Anne, která však odmítla. Tyto pozdní změny ve scénáři, které změnily profil jedné z hlavních hrdinek, přiměly původního scenáristu Harlana Ellisona vzdát se podílu na autorství – včetně neuvedení v titulcích – a odstoupit z projektu, protože prosazoval původní pochmurný konec.
Také časová linka děje neodpovídala knižnímu rozsahu, když se film odehrával na pozadí soudobých 60. let, zatímco předloha mapovala osudy postav v průběhu dvou desetiletí od roku 1945.

## Ocenění
| Oscar        | Nejlepší hudba                              | John Williams         | nominace |
| Zlatý glóbus | Objev roku – herečka                        | Sharon Tate           | nominace |
| Grammy       | Nejlepší původní hudba ve filmu či televizi | André Previn          | nominace |
| Laurel       | Top drama                                   | Top drama             | 4. místo |
| Satellite    | Nejlepší klasické DVD                       | Nejlepší klasické DVD | nominace |